# Animal Farm (película)
Animal Farm es el nombre que se da a una película pornográfica underground que contiene escenas de bestialismo explícito que fue ingresada de contrabando en Gran Bretaña a finales de los años setenta o principios de los ochenta. La mayoría de las escenas fueron protagonizadas por la actriz danesa Bodil Joensen.

## Historia
A principios de los años ochenta, durante el boom del video doméstico británico, una cinta de origen indeterminado comenzó a circular en círculos subterráneos conocidos simplemente como Animal Farm. Contenía una serie de escenas extremadamente gráficas de zoofilia, incluyendo actos de coito y felación realizados con cerdos, caballos e incluso pollos («avisodomía»), así como una escena en la que una mujer inserta anguilas vivas en su vagina. Hasta el día de hoy, Animal Farm sigue siendo una de las cintas de video más notorias y controvertidas que jamás haya llegado a costas británicas.
El material que constituía Animal Farm, fue aparentemente contrabandeado a través de la aduana británica en la primavera de 1981 por un turista. Llegó a abrirse camino bajo los mostradores de varios comerciantes del Soho y finalmente fue incautada después de una serie de redadas policiales, pero no antes de que innumerables copias se hubieran puesto en circulación. Se descubrió que el video en realidad incluía varios cortos de clasificación X de la compañía danesa Color Climax Corporation, que había estado produciendo un número constante de pornografía extrema desde que el gobierno danés legalizó toda la pornografía en 1969. Para responder a la creciente demanda de películas de video, Color Climax había decidido transferir sus colecciones de películas de animales de 8 mm y 16 mm a casetes, y fueron estas películas, en su mayoría protagonizadas por Bodil Joensen, las que conformaron el video Animal Farm, de ahí su título genérico (que en ningún momento aparece en la pantalla) y sus orígenes sombríos. Es posible que parte del material haya sido tomado de la película de Alex de Renzy de 1971, Animal Lover, que tuvo una breve carrera en el ambiente liberal de San Francisco, y cuya segunda mitad consiste en el «material de color espeluznante, inconfundible y poco profesional» conocido por cualquiera que haya visto Animal Farm.

## Documental de televisión
En abril de 2006, el canal de televisión británico Channel 4 emitió un documental de 50 minutos, The Real Animal Farm, como parte de su temporada Dark Side of Porn. Varios entrevistados, entre ellos David Kerekes (coautor de Killing For Culture y See No Evil), la autora Phil Tonge, la escritora feminista Germaine Greer y el pornógrafo británico Ben Dover, confesaron haber visto los bootlegs de Animal Farm en la década de 1980, pero aparentemente ignoraban que no existía tal película —la entidad a la que se hacía referencia como tal era simplemente un número de cortometrajes de zoofilia que ya existían unidos.
El documental también contó la historia de Bodil Joensen, una joven psicológicamente traumatizada cuya breve notoriedad como la «reina de la bestialidad» fue seguida por una espiral descendente de abuso de alcohol y prostitución antes de su muerte de cirrosis hepática a la edad de 40 años, y ofreció una entrevista con el pornógrafo danés Ole Ege. El documental de 1970 A Summerday (Un día de verano) aparentemente formó parte del contenido del bootleg de Animal Farm, habiendo sido exhibido en el festival de cine pornográfico «Wet Dreams» con anterioridad.